# Deq (tatuaggio)

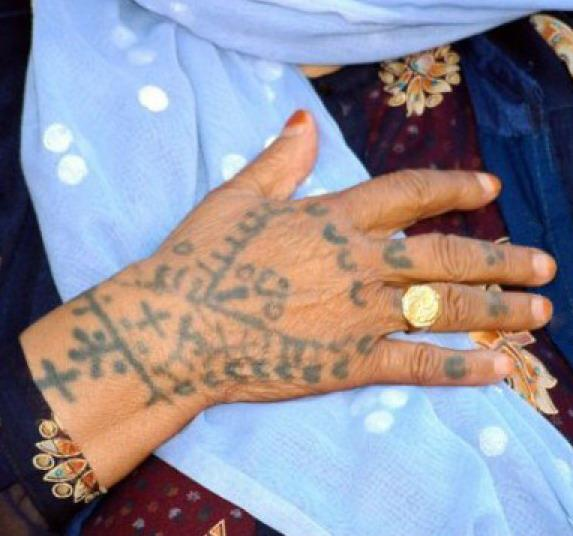
Deq tradizionale curdo su mano femminile

Il Deq (curdo: deq, دەق) o Xal (curdo: xał, خاڵ) è il tatuaggio tradizionale e unico dei curdi, più comunemente diffuso tra le donne curde, ma osservabile anche tra gli uomini. La pratica del Deq è diventata meno comune a causa dell'influenza dell'Islam ed è stata sostituita dall'henné, ma, a differenza dell'henné, il Deq non è temporaneo. Sono stati fatti degli sforzi per rivitalizzare l'uso del Deq come modo per riaffermare la propria identità curda. Il Deq è praticato anche dagli yazidi e in misura maggiore.

## Storia
Le origini del deq sono sconosciute.
All'inizio del VI secolo, Aëtius di Amida scrisse del deq e della sua preparazione nella sua opera Medicae Artis Principes. In quest'opera spiegava che il materiale del deq veniva preparato schiacciando e mescolando legno di pino (preferibilmente la sua corteccia), un po' di bronzo corroso, gomma e olio di alberi. Oltre a questa miscela, il bronzo corroso veniva mescolato con aceto per creare una seconda miscela. Poi si mescolava il succo di porro e acqua. Il luogo del tatuaggio veniva quindi pulito con questa miscela di succo di porro e il disegno veniva tracciato con un piercing e la miscela combinata poi applicata sulla pelle.

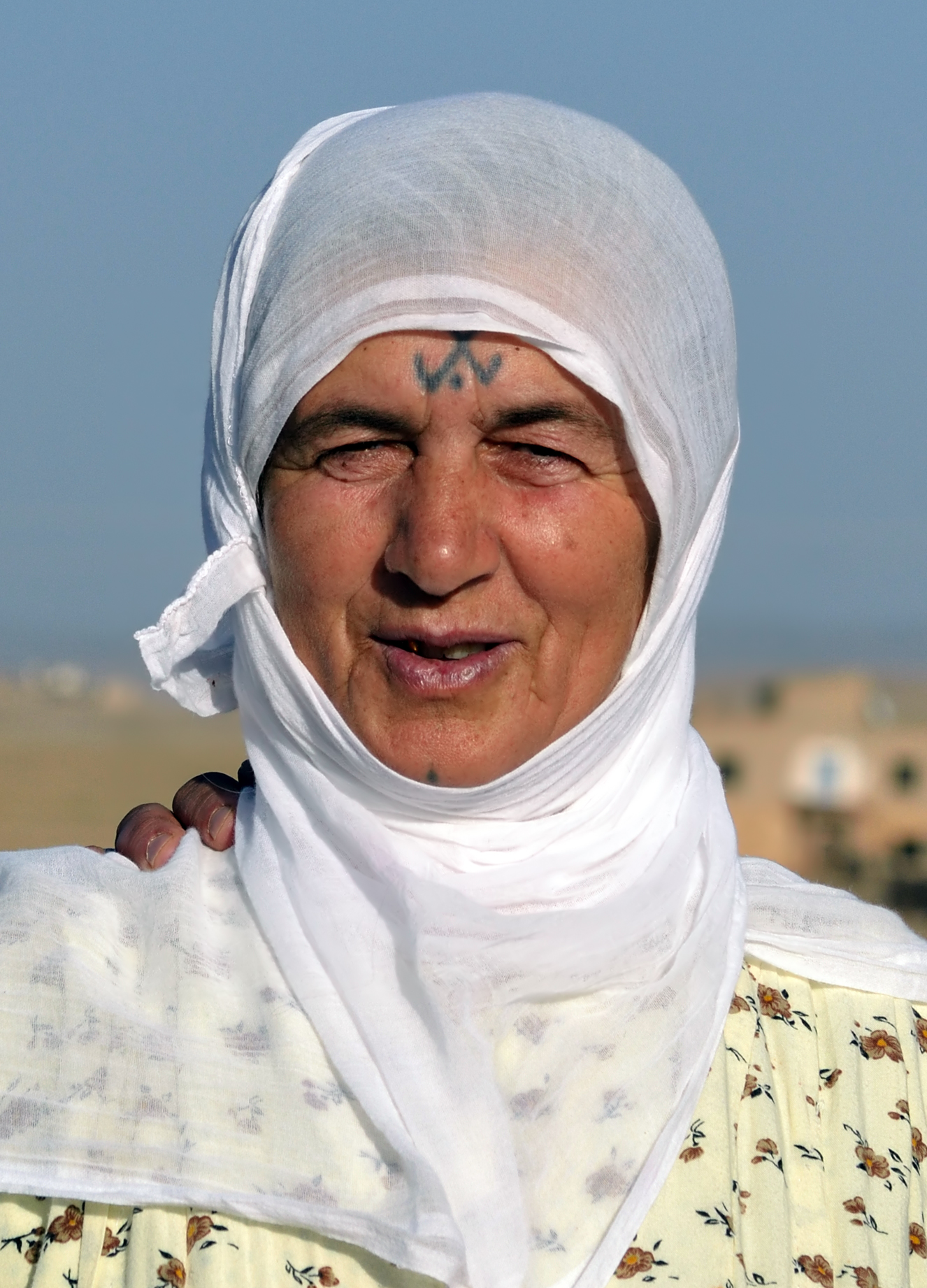
Donna curda con deq tatuato sulla fronte

Anche Jacques de Morgan osservò il tatuaggio delle donne curde nel 1895 e menzionò che le donne anziane avevano la maggior parte dei tatuaggi e talvolta erano tatuate su tutto il corpo. Anche gli uomini erano tatuati, prevalentemente sulle mani e raramente sul viso. Pure Henry Field osservò questo fenomeno quando visitò le province del Kurdistan e di Kermanshah in Iran negli anni cinquanta.

## Usi e significati
La pratica del deq è precedente all'Islam ed è associata alle tradizioni locali. Può avere significati diversi a seconda della collocazione, tra cui puro ornamento, protezione spirituale e affiliazione tribale. Sulle donne si trova di solito su viso, collo, piedi, mani e, in misura minore, sul seno e vicino ai genitali. Si ritiene che il deq facciale allontani gli spiriti maligni, garantisca buona salute e fertilità. Esistono regole per l'uso del deq e le donne divorziate o che hanno dato alla luce bambini nati morti non possono essere tatuate.
Per tatuare le donne, il tatuatore disegna innanzitutto il disegno sulla pelle con un ago intinto nell'inchiostro e pungolato nella pelle. L'inchiostro è ricavato dal latte (di solito latte materno) e i disegni sono solitamente linee, stelle, svastiche, soli, semicerchi, rettangoli, diamanti e croci. I cerchi sono particolarmente associati alla fertilità, mentre le croci sono ritenute in grado di allontanare gli spiriti maligni e i diamanti portano forza. Il deq può essere visto come un diario per la donna in particolare. Gli uomini di solito si tatuano sulle mani, sulle gambe, sul collo, sul petto e sul viso (i tatuaggi temporali sono comuni) e i significati principali sono medicinali e di protezione.
In passato, era possibile identificare l'affiliazione tribale di un curdo dal suo deq.

## Modelli tra gli yazidi
Tra i modelli degli yazidi vi sono pettini, gazzelle, croci e animali chiamati daqqayeh, piedi e lune (sia piene che crescenti), bambole, "V" rovesciate, chiamate res daqq, e dimlich (figure assomiglianti a borse con due corde).